# Кім Мін Сок (ковзаняр)
Кім Мін Сок (кор. 김민석) — південнокорейський ковзаняр,  олімпійський медаліст, чемпіон Азійських ігор. 
Бронзову олімпійську медаль Кім виборов на Пхьончханській олімпіаді 2018 року на дистанції 1500 м, а срібну — в командній гонці переслідування.

## Зовнішні посилання
- Досьє на speedskatingnews

## Виноски
1. ↑  SpeedSkatingStats
2. ↑  Men's 1500 metres results (PDF). Архів оригіналу (PDF) за 14 лютого 2018. Процитовано 6 квітня 2018.
3. ↑  Men's team pursuit results (PDF). Архів оригіналу (PDF) за 21 лютого 2018. Процитовано 6 квітня 2018.